# Seeing Blind
«Seeing Blind» es una canción grabada por el cantante y compositor irlandés Niall Horan, con voces invitadas de la cantante estadounidense Maren Morris. La canción forma parte del álbum de estudio debut de Horan, Flicker. Fue escrito por Horan, Ruth-Anne Cunningham y Matthew Smith Radosevich, mientras que su producción fue llevada a cabo por Jacquire King. Se lanzó a la exitosa radio contemporánea australiana el 1 de junio de 2018 como el quinto y último sencillo del álbum.

## Composición
Fue escrito por Horan, Ruth-Anne Cunningham y Matthew Smith Radosevich, mientras que su producción fue llevada a cabo por Jacquire King. El sencillo está compuesto en La mayor con una velocidad de 94 pulsaciones por minuto.

## Vídeo musical
El 4 de junio de 2018 se lanzó un videoclip acústico oficial. Abby Jones de Billboard dijo que "[el] video acústico ve a Horan y Morris en un acogedor y hogareño estudio, que sirve como el telón de fondo visual perfecto para el amor country-pop". Añadió que Horan rasguea mientras comienza la melodía, pero no pasa mucho tiempo antes de que Maren se una a él en una armonía maravillosa que casi suena mejor que la versión original".

## Posicionamiento en listas
| Listas (2018)  | Mejor posición |
| -------------- | -------------- |
| Irlanda (IRMA) | 68             |

## Historial de lanzamiento
| País      | Fecha              | Formato                | Discográfica | Ref   |
| --------- | ------------------ | ---------------------- | ------------ | ----- |
| Australia | 1 de junio de 2018 | Contemporary hit radio | Capitol      | [ 6 ] |